# Vicente Pérez Silva
Vicente Pérez Silva (La Cruz del Mayo, Departamento de Nariño, 25 de enero de 1929) es un abogado colombiano. Trabaja para la Universidad del Cauca. Escritor, investigador antólogo de temas y textos históricos y literarios, de lo cual dan fe los libros que ha publicado. Es reconocido como un docto y apasionado cervantólogo, que ha dedicado buena parte de su vida al estudio y la divulgación de Cervantes y su obra cumbre El ingenioso hidalgo Don Quijote de La Mancha, sobre la que ha escrito varios libros y ensayos.

## Reseña biográfica
Vicente Pérez Silva es abogado de la Universidad del Cauca, especializado en Derecho Laboral. Escritor, investigador y autor de algunas obras de carácter histórico y literario. Es miembro correspondiente de la Academia de Historia de Cundinamarca, igualmente de las Academias del Valle y Nariño. Fue ganador del premio “Dante Alighieri” (1965). Escribe en varios medios informativos de la capital de la República y de la capital nariñense.
Su primera obra, “Los Sonetos para Cristo”,  fue publicada en 1957 en Popayán con ocasión del Congreso Eucarístico llevado a cabo en la Ciudad Blanca. En 1962 publica “Don Quijote en la Poesía Colombiana”, libro que lo llevó a la “cuna del propio Cervantes”. Vicente, posteriormente recibe el premio Dante Alighieri por su ensayo “Dante en la literatura Colombiana”. Otras de sus obras literarias publicadas en América y Europa son: La Autobiografía en Colombia, La Picaresca Judicial en Colombia, Raíces Históricas de La Vorágine, Dionisia de Mosquera: amazona de la crueldad, y Anécdotas de la Historia Colombiana.
Ha escrito más de 30 libros: Raíces históricas de La Vorágine, Quijotes y Quijotadas, La picaresca judicial en Colombia, Travesuras y fantasías Quijotescas, Anécdotas en la historia colombiana, Don Quijote en la poesía colombiana, Bolívar habla de sí mismo, El libro de mis libros, Dionisia de Mosquera: Amazona de la crueldad, entre muchos otros más, además de centenares de artículos publicados en diferentes partes del mundo. Rebuscador de historias, desfacedor de entuertos y amigo de nobles y buenos ideales.
Miembro de la Academia Colombiana de la Lengua, Academia Nariñense de Historia, Miembro Honorísimo y Virtuosísimo de la Santa Cofradía de Nuestro Buen amo y Señor Don Quijote de La Mancha

## Cargos Públicos Desempeñados
Fue Secretario de Gobierno (1967), Secretario de Educación (1976) y Gobernador del Departamento de Nariño (1976) designado por el presidente Alfonso López Michelsen.

## Distinciones y Reconocimientos
- Premio Dante Alighieri (1965)
- Premio Hermandad de los Comoneros
- Instituto de Cultura Hispánica de Madrid, España (1962)
- Instituto Juan Montalvo
- Municipio de la Cruz del Mayo (2020)
- Universidad de Nariño
- Academia Nariñense de Historia
- Miembro de la Academia Colombiana de la Lengua
- Colaborador Emérito del Instituto Caro y Cuervo

## Obras

### Libros Publicados
- Don Quijote en la poesía colombiana[4] (Bogotá, 1962)
- Dante en la Literatura Colombiana[5] (Bogotá, 1965)
- Vida y obra de José Rafael Sañudo  (Pasto, 1973).
- Federico García Lorca bajo el cielo de la Nueva Granada[6] (Bogotá, 1986).
- José Eustacio Rivera polemista (Bogotá, 1988).
- Raíces Históricas de "La vorágine" (Bogotá, 1988).
- Tomás Carrasquilla Autobiográfico y polémico (Bogotá, 1991).
- La autobiografía en Colombia[7] (Bogotá, 1996).
- El Libro de los Nocturnos (Bogotá, 1996).
- Dionisia de Mosquera, Amazona de la Crueldad (Bogotá, 1997).
- La picaresca judicial en Colombia (Bogotá, 1999).
- Anécdotas de la historia colombiana[8] (Bogotá, 2000).
- Quijotes y Quijotadas[9] (Medellín, 2005).
- Aurelio Arturo en el corazón de las palabras (Pasto, 2014).
- Travesuras y fantasías quijotescas (Bogotá, 2016).
- Anécdotas y curiosidades alrededor del libro en Colombia (Bogotá, 2018).
- JOSÉ CAMACHO CARREÑO
- Un "Leopardo" de leyenda... (2021)
- Garra y Perfil de los Leopardos  (2021)

### Recobros y Ediciones Facsimilares
- Memorias de Florentino Gonzales (Medellín, 1971).
- Aquimen - Zaque o la conquista de Tunja (Tunja, 1977).
- Código del amor (Bogotá, 1999).
- La manzana del edén, (Bogotá 1993) - Facsímil.
- De la fuerza de la fantasía humana (Bogotá 1973) - Facsímil.
- Poesías de J.A. Silva, (Bogotá, 1996) - Facsímil.
- Capítulos que se le olvidaron a Cervantes, Bogotá 1973)-Facsímil.